# Tęguty
Tęguty (deutsch Tengutten) ist ein Ort in der polnischen Woiwodschaft Ermland-Masuren. Er gehört zur Gmina Barczewo (Stadt-und-Land-Gemeinde Wartenburg in Ostpreußen) im Powiat Olsztyński (Kreis Allenstein).

## Geographische Lage
Tęguty liegt im Westen der Woiwodschaft Ermland-Masuren, 15 Kilometer nordöstlich der Kreis- und Woiwodschaftshauptstadt Olsztyn (deutsch Allenstein).

## Geschichte
Das Gründungsjahr des einsiten Gutsorts Tengutten ist 1433: Am 19. März 1433 nämlich verbrieft Bischof Franz Kuhschmalz dem Kuno von Teystimmen das adlig-kulmische Gut.
1785 wurden für das adlige Vorwerk im Amt Seeburg drei Feuerstellen erwähnt, und am 3. Dezember 1861 ergab die Volkszählung vier Wohngebäude bei 59 Einwohnern für Tengutten.
Als 1874 der neue Amtsbezirk Schönau (polnisch Szynowo) im ostpreußischen Kreis Allenstein errichtet wurde, gehörte der Gutsbezirk Tengutten von Anfang an dazu. Im Jahre 1910 zählte das Gutsdorf 52 Einwohner.
Am 30. September 1928 verlor Tengutten seine Eigenständigkeit. Das Dorf wurde in die Nachbargemeinde Schönau (polnisch Szynowo) eingegliedert.
In Kriegsfolge kam 1945 das gesamte südliche Ostpreußen zu Polen. Tengutten erhielt die polnische Namensform „Tęguty“ und ist heute eine Ortschaft im Verbund der Stadt-und-Land-Gemeinde Barczewo (Wartenburg i. Ostpr.) im Powiat Olsztyński (Kreis Allenstein), bis 1998 der Woiwodschaft Olsztyn, seither der Woiwodschaft Ermland-Masuren zugehörig.

## Kirche
Bis 1945 war Tengutten in die evangelische Kirche Wartenburg (Ostpreußen) (polnisch Barczewo) in der Kirchenprovinz Ostpreußen, der Kirche der Altpreußischen Union, außerdem in die römisch-katholische St.-Anna-Kirche in Wartenburg eingepfarrt.
Heute gehört Tęguty katholischerseits zur Pfarrei Barczewko (Alt Wartenburg) im Erzbistum Ermland. Die evangelischer Einwohner orientieren sich zur Christus-Erlöser-Kirche Olsztyn (Allenstein) in der Diözese Masuren der Evangelisch-Augsburgischen Kirche in Polen.

## Verkehr
Tęguty liegt an einer Nebenstraße, die unweit von Barczewo (Wartenburg) bei Dąbrówka Mała (Klein Damerau) beginnt und bis nach Tuławki (Tollack) führt. Eine weitere Nebenstraße – von Gady (Jadden) in der Gmina Dywity (Diwitten) kommend – endet in Tęguty. Eine Anbindung an den Bahnverkehr besteht nicht.